# Сергиевский Боровок
Сергиевский Боровок — село в Александро-Невском районе Рязанской области, входит в состав Каширинского сельского поселения.

## Географическое положение
Село расположено на берегу реки Хупта на западе примыкает к центру поселения посёлку Каширин и в 4 км на северо-восток от райцентра посёлка Александро-Невский.

## История
В качестве села Сергиевского с часовней преподобного отца нашего Сергия упоминается в окладных книгах 1676 года. Время построения вместо часовни церкви неизвестно с точностью, но её упоминание имеется в указе преосвященного Аврамия, митрополита Рязанского и Муромского 1688 года. На место первоначально построенной и обветшавшей, в 1742 году помещиком села Сергиевского Боровка построена была новая деревянная церковь в честь преподобного Сергия. В 1855 году помещиком Модестом Михайловичем Архиповым построена была и освящена новая деревянная церковь прежнего храмонаименования. 
В XIX — начале XX века село входило в состав Якимецкой волости Раненбургского уезда Рязанской губернии. В 1906 году в селе было 107 дворов.
С 1929 года село являлось центром Боровковского сельсовета Новодеревенского района Рязанского округа Московской области, с 1937 года — в составе Рязанской области, с 2005 года — в составе Каширинского сельского поселения.

## Население
| 1859 | 1897 | 1906 | 2010 | 2023 |
| ---- | ---- | ---- | ---- | ---- |
| 849  | ↘656 | ↗856 | ↘451 | ↘441 |

## Инфраструктура
В селе имеются фельдшерско-акушерский пункт, отделение почтовой связи.